# Rat Scabies
Rat Scabies, pseudonimo di Christopher Miller, detto Chris (Kingston upon Thames, 30 luglio 1955), è un batterista britannico, noto per essere stato uno dei componenti del gruppo The Damned.

## Biografia
Scabies è nato a Kingston upon Thames, Surrey. Ha suonato la batteria nel gruppo Rot and London SS prima di fondare i The Damned con Brian James, Dave Vanian e Captain Sensible.
Nel 1995, delle discordanze sulla pubblicazione dell'album Not of This Earth ha causato dei contrasti tra Scabies e Vanian, e in seguito Scabies ha lasciato il gruppo. L'addio di Scabies ha avuto l'effetto di riavvicinare Vanian e Sensible, che ha lasciato il gruppo nel 1985, per fare causa a Scabies e costituire una nuova formazione dei The Damned senza di lui. Scabies è escluso dai The Damned ancora oggi.
Recentemente ha lavorato e suonato con i Flipron.
In questo momento Scabies vive con la moglie Viv ed i loro tre figli a Brentford; è il protagonista del libro Rat Scabies And The Holy Grail scritto dal giornalista musicale Christopher Dawes. Il libro è stato pubblicato nel maggio 2005 ed è stato pubblicizzato come "un viaggio su strada, un racconto pieno di storia, e testimone della strana natura di grandi amicizie".